# Cantus in Memoriam Benjamin Britten
Cantus in Memoriam Benjamin Britten è un breve canone in la minore, scritto nel 1977 dal compositore estone Arvo Pärt, per orchestra d'archi e campana. Il lavoro è un primo esempio dello stile tintinnabuli di Pärt, che egli ha basato sulle sue reazioni alla musica dei canti antichi. Il suo fascino è spesso attribuito alla sua relativa semplicità; domina un unico motivo melodico, che inizia e finisce con un silenzio scritto in partitura. Tuttavia, come osserva il critico Ivan Hewett, sebbene "possa essere semplice nel concetto ... il concetto produce un groviglio di linee che è difficile da dipanare per l'orecchio. E anche dove la musica è davvero semplice nelle sue caratteristiche udibili, il significato espressivo di queste caratteristiche è tutt'altro." Una esecuzione tipica dura circa sei minuti e mezzo.
Il canto fu composto come un'elegia per piangere la morte nel dicembre 1976 del compositore inglese Benjamin Britten. Pärt ammirava molto Britten; descriveva Britten come in possesso della "purezza insolita" che lui stesso cercava come compositore. Pärt vedeva l'inglese come uno spirito affine. Quando Britten morì, Pärt sentì di aver perso la speranza di incontrare l'unico compositore contemporaneo il cui punto di vista musicale, credeva, somigliava al suo.
È forse il pezzo più popolare di Pärt e una registrazione del 1997 dell'Orchestra dell'Opera di Stato Ungherese diretta da Tamas Benedek è stata molto distribuita. Grazie alla sua atmosfera evocativa, il pezzo è stato largamente utilizzato come sottofondo in documentari sia cinematografici che televisivi.

## Composizione

### Panoramica
Scritto per orchestra d'archi e campana (viene utilizzato solo un singolo rintocco, sul tono la, il centro tonale del pezzo), Cantus esemplifica lo stile tintinnabuli di Pärt, utilizzando solo le altezze di una singola scala di la minore. L'opera si basa su un'idea semplice, una scala di la minore discendente ed è sotto forma di un canone di prolazione, un'antica tecnica che Pärt usa anche nell'opera Festina Lente (Affrettati lentamente). È in tempo di 6/4 e alterna note lunghe e brevi.
Pärt ha detto della "tintinnabulazione": "La complessità e le molte sfaccettature mi confondono solo e devo cercare l'unità. Che cos'è questa, quest'unica cosa, e come trovo la mia strada per raggiungerla? Appaiono tracce di questa cosa perfetta in molte forme - e tutto ciò che non è importante scompare. La tintinnabulazione è così. Qui sono solo con il silenzio. Ho scoperto che è sufficiente quando una singola nota è suonata magnificamente. Questa sola nota, o un battito silenzioso, o un momento di silenzio, mi consola."
Ogni parte tranne la viola è divisa in due, con una che suona le note della scala di la minore e l'altra che suona solo le note di un accordo in la minore (cioè la-do-mi). Queste scelte hanno un simbolismo definito per Pärt. Quest'ultimo "indica sempre il mondo soggettivo, la vita quotidiana egoistica del peccato e della sofferenza, [il primo] nel frattempo, è il regno oggettivo del perdono". Per Pärt, qui c'è solo un apparente dualismo; egli crede che "tutto è uno".
La scala di la minore naturale ha alcuni collegamenti storici. Prima che le scale maggiori e minori diventassero prevalenti nella musica artistica occidentale, la musica, in particolare la prima musica liturgica che è stata così influente su Pärt, utilizzava un sistema di modi. L'idea dei modi musicali era nota agli antichi greci e si diceva che ognuno avesse un carattere specifico che poteva influenzare fortemente la mente. I modi della chiesa sono formati usando le note della scala di do maggiore (cioè i tasti bianchi di un pianoforte) ma partendo da note diverse in ogni modo. Una scala di la senza tasti neri è in modo eolio. Poiché tutte le scale minori naturali derivano dai tasti bianchi del pianoforte suonato da la a la, nella scelta della scala di la minore Pärt riconosce il suo debito con la musica sacra primitiva, o almeno afferma la sua affinità con essa.

### La musica
Dopo le tre battute di silenzio che aprono la partitura, una campana tubolare viene suonata tre volte molto sommessamente (pianissimo), con 12 battute tra i colpi e un intervallo di 18 battute tra i gruppi di tre. Questa campana racconta la morte di Britten: è la campana del funerale. Continua ad essere suonata in gruppi di tre intervalli ampiamente distanziati per la maggior parte del brano, svanendo per un po' nelle ultime 21 battute, per poi riapparire nell'ultima. Dopo che la campana ha suonato, c'è una breve pausa per tre battute di silenzio, quindi i primi violini iniziano a impostare lo schema che il resto dell'ensemble seguirà a velocità inferiori. La metà dei primi violini inizia a suonare la scala di la minore discendente, suonando prima una nota dalla vetta più alta della loro gamma, poi tornando all'inizio e suonando due note, e poi tre e quattro e così via. L'altra metà dei violini suona note da un accordo di la minore. Queste note iniziano una quarta più bassa e diminuiscono di tono solo quando viene superata dalla prima. Questo crea un effetto vorticoso di crescente tensione che viene alleviato facendo cadere la nota. Cominciano a suonare molto piano (pianississimo), ma gradualmente nel brano si accumulano fino a suonare molto forte (fortississimo).
I secondi violini suonano esattamente allo stesso modo ma un'ottava più bassa e alla metà della velocità, il che significa che suonano 6 battute (una misura) di silenzio per iniziare e sembrano entrare all'inizio della seconda misura. Poi le viole, che sono l'unica voce non raddoppiata, si uniscono a un quarto di velocità e un'altra ottava più bassa, i violoncelli a un ottavo e infine i contrabbassi a un sedicesimo. I bassi suonano quindi ogni nota lunga per 32 battute e ogni nota breve per 16.
Alla battuta 65 i primi violini toccano il do centrale e quando lo fanno smettono di suonare la scala di la minore e suonano semplicemente do ininterrottamente fino alla fine del pezzo (cioè per più di 250 battute). Undici battute dopo, i secondi violini toccano un la basso e lo suonano continuamente. Allo stesso modo le altre voci trovano gradualmente la nota che stavano cercando e una volta raggiunta, la suonano continuamente fino alla fine. Gli ultimi a bloccarsi sono i contrabbassi che si accendono sul la basso nella battuta 103. In questa fase l'intero ensemble sta suonando un accordo di la minore molto molto forte, e questo continua per cinque misure, poi sul secondo tempo dell'ultima battuta si fermano all'improvviso.
In quel momento la campana viene suonata molto sommessamente (pianissimo) in modo che non si senta il suono stesso, ma solo il riverbero mentre si spegne. Mentre il rintocco finale della campana riverbera, con tutti gli altri strumenti muti, gli ipertoni della campana diventano ben visibili - in particolare, il quarto armonico (quinta parziale), che è la nota di do diesis, cioè la terza maggiore dell'intonazione fondamentale (la) dell'intero brano. Questo crea un effetto sorprendente, poiché l'intero pezzo è impostato nella tonalità di la minore, in modo che negli echi morenti della campana finale, l'ultima cosa che l'ascoltatore sente è in realtà un accordo di la maggiore contenuto negli armonici della campana. Ciò evoca la tecnica comune del Rinascimento e del Barocco chiamata "terza piccarda", in cui un brano ambientato in un modo o in una tonalità minore termina comunque su un accordo maggiore, evocando un raggio di luce che penetra attraverso le nuvole e suggerisce redenzione. Qui, tuttavia, l'effetto è sottile, perché deriva esclusivamente dalle armoniche di un singolo colpo della campana, piuttosto che da strumenti o voci separati.

## Argomento
Il pezzo è una meditazione sulla morte. Il biografo di Pärt, Paul Hillier, suggerisce che "il modo in cui viviamo dipende dal nostro rapporto con la morte: il modo in cui facciamo musica dipende dal nostro rapporto con il silenzio". È significativo che il brano inizi e termini con il silenzio, che il silenzio sia scritto nella partitura. Questo silenzio crea una cornice attorno al pezzo e ha un significato spirituale. Suggerisce che veniamo dal silenzio e ritorniamo al silenzio; ci ricorda che prima di nascere e dopo la morte siamo in silenzio rispetto a questo mondo.
Parlando della sua reazione alla morte di Britten, Pärt ammise:
Perché la data della morte di Benjamin Britten, il 4 dicembre 1976, ha toccato questa corda dentro di me così tanto? Durante questo periodo ero ovviamente al punto in cui potevo riconoscere l'entità di una tale perdita. In me sorsero sentimenti di colpa inspiegabili e anche più di questo. Avevo appena scoperto Britten da solo. Poco prima della sua morte avevo cominciato ad apprezzare l'insolita purezza della sua musica, avevo avuto l'impressione che fosse dello stesso tipo di purezza che si trova nelle ballate di Guillaume de Machaut. Inoltre, per molto tempo volevo incontrare Britten personalmente e ora non sarei arrivato a farlo.